# Chiesa di San Martino (Zignago)
La chiesa di San Martino è un luogo di culto cattolico situato nella frazione di Serò, in piazza XX Gennaio 1945, nel comune di Zignago in provincia della Spezia. La chiesa è sede della parrocchia omonima del vicariato di Brugnato della diocesi della Spezia-Sarzana-Brugnato.

## Storia e descrizione
Negli estimi del 1470-1471 compare la cappella di San Martino di Serò come dipendente dal vescovo di Luni. Nel 1568 il cardinale Benedetto Lomellini, visitatore apostolico e vescovo di Luni-Sarzana, rilevò lo stato delle parrocchie e trovò la chiesa di San Martino "de Sirolo" in cattivo stato e bisognosa di solleciti restauri. Nella visita apostolica di monsignor Angelo Peruzzi (1584), è segnalata come oratorio di San Martino.
Nel 1767 il cartografo Matteo Vinzoni descrivendo il territorio del Comune o Podesteria di Zignago citò Serò come oratorio. Nel 1860 la chiesa venne aggregata alla parrocchia di San Pietro di Pieve fino al 1941 quando divenne parrocchia.
Nel 1980 con il contributo attivo della popolazione ne viene restaurato il campanile; nel 2008, dopo circa tre anni di lavori, la chiesa viene restituita al culto arricchita dal restauro delle opere pittoriche e lignee e dal ripristino di particolari architettonici originali rinvenuti durante i lavori di consolidamento dell'edificio.